# اس‌اس واشینگتن
اس‌اس واشینگتن (به انگلیسی: SS Washington) یک کشتی بود که طول آن ۷۰۵ فوت ۳ اینچ (۲۱۴٫۹۶ متر) بود. این کشتی در سال ۱۹۳۲ ساخته شد.